# Côte d'Or FC
El Côte d'Or FC es un equipo de fútbol de Seychelles que juega en el Campeonato seychelense de fútbol, la liga de fútbol más importante del país.

## Historia
Fue fundado en la ciudad de Praslin y tiene el mérito de ser el primer equipo de la ciudad en coronarse campeón del Campeonato seychelense de fútbol, el cual obtuvo en la temporada 2013 tras empatar en la última fecha ante el La Passe FC, equipo que al final quedó subcampeón por diferencia de dos puntos.
Anterior a ello, su principal logro había sido ser finalista de la Copa de Seychelles en el año 2012 luego de perder la final ante el Anse Réunion FC 2-3 y de conseguir otros 3 títulos de copa nacional.
A nivel internacional han clasificado a dos torneos continentales, en los cuales no ha podido superar la ronda preliminar.

## Palmarés
- Campeonato seychelense de fútbol: 4

2013, 2016, 2018, 2024-25
- Copa de Seychelles: 0
  - Finalista: 2

2012, 2014
- Copa de la Liga de Seychelles: 1

2012
- - Finalista: 1

2013
- Copa de la Segunda División de Seychelles: 1

2010
- Copa de la Tercera División de Seychelles: 1

2007

## Participación en competiciones de la CAF
| Temporada | Torneo                       | Ronda      | Club                 | Casa | Visita | Global  |
| --------- | ---------------------------- | ---------- | -------------------- | ---- | ------ | ------- |
| 2014      | Liga de Campeones de la CAF  | Preliminar | Kabuscorp SCP        | 1-2  | 1-5    | 2-7     |
| 2015      | Copa Confederación de la CAF | Preliminar | Dedebit              | 2-3  | 0-2    | 2-5     |
| 2017      | Liga de Campeones de la CAF  | Preliminar | Saint-George SA      | 0-2  | 0-3    | 0-5     |
| 2019/20   | Liga de Campeones de la CAF  | Preliminar | Fomboni FC           | 1-1  | 2-2    | 3-3 (a) |
| 2019/20   | Liga de Campeones de la CAF  | 1          | Mamelodi Sundowns FC | 0-5  | 1-11   | 1-16    |
| 2019/20   | Copa Confederación de la CAF | Playoff    | Al-Masry SC          | 0-4  | 0-2    | 0-6     |

## Entrenadores
- Robert Payet (2007-?)[1]
- Ahmed Abdou (~2014-~2015)[4][2]